# Erik Lindberg

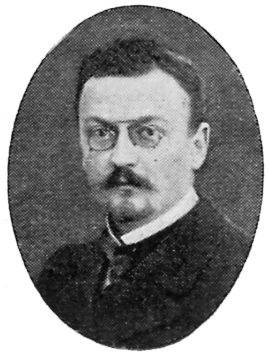
Erik Lindberg

Johann Erik Lindberg (* 31. Dezember 1873 in Stockholm; † 28. August 1966) war ein schwedischer Bildhauer, Medailleur und Graveur.

## Leben
Erik Lindberg wurde 1873 in Stockholm geboren und lernte von 1892 bis 1899 bei seinem Vater Adolf Lindberg Signatur: L.M. und von 1893 bis 1897 an der Kunstakademie von Stockholm die Bildhauerei. Nach Aufenthalten in Frankreich und Italien ließ er sich als Bildhauer und Medailleur in Schweden nieder, ab 1920 war er Mitglied der Kunstakademie. In der Zeit von 1916 bis 1944 arbeitete er als Graveur für die Münzprägeanstalt von Stockholm. Lindberg starb 1966.

## Werk
- Posthume Büste von Alfred Nobel (1910)[5]
- Nobelmedaille für Physik und Chemie sowie Medizin und Literatur (1902)[6]

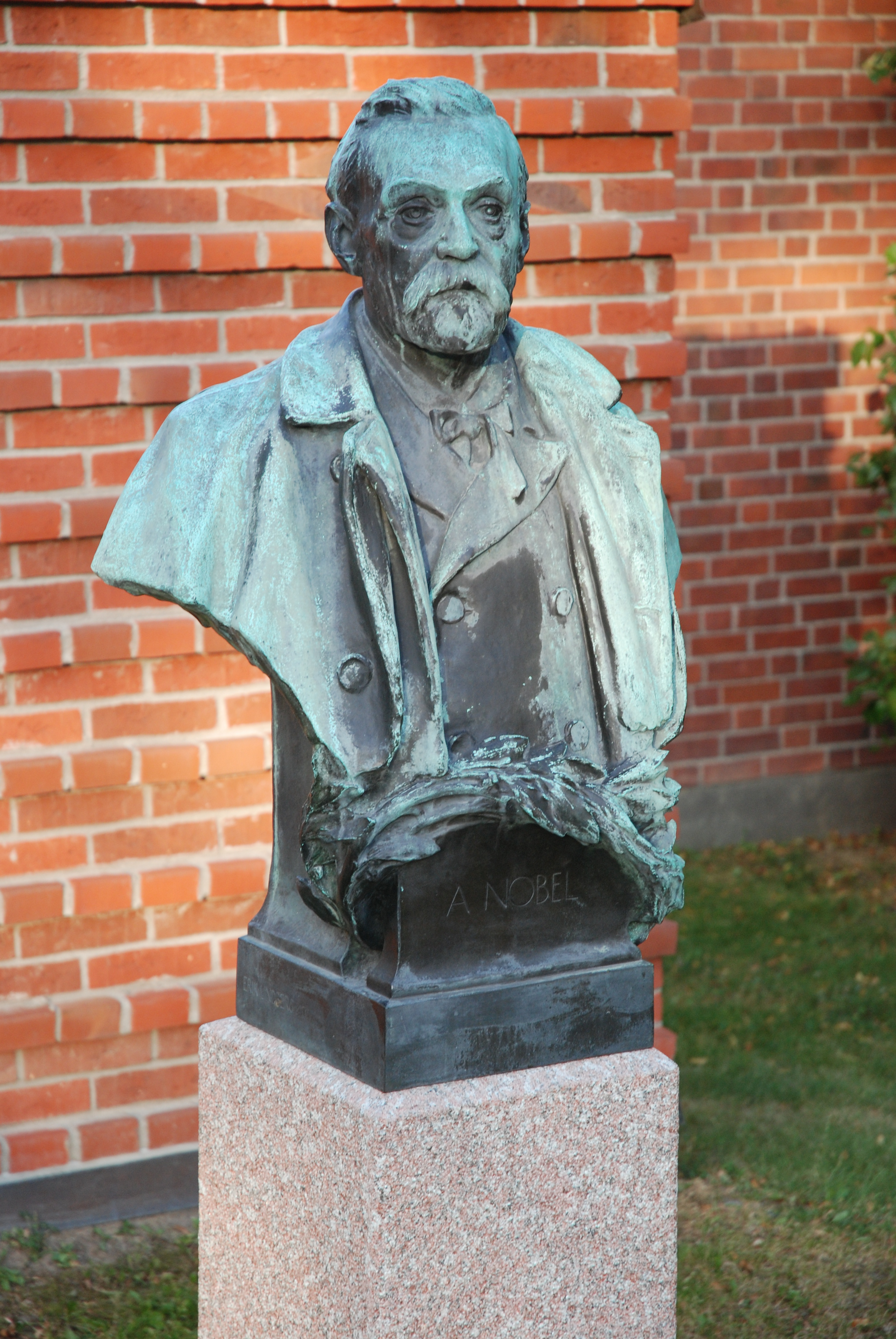
Büste Alfred Nobels, 1910
Erinnerungsmedaille der Kungl. Vetenskapsakademien für Nicholas Collin, 1938, mit der Kirche von Raccoon, heute Swedesboro
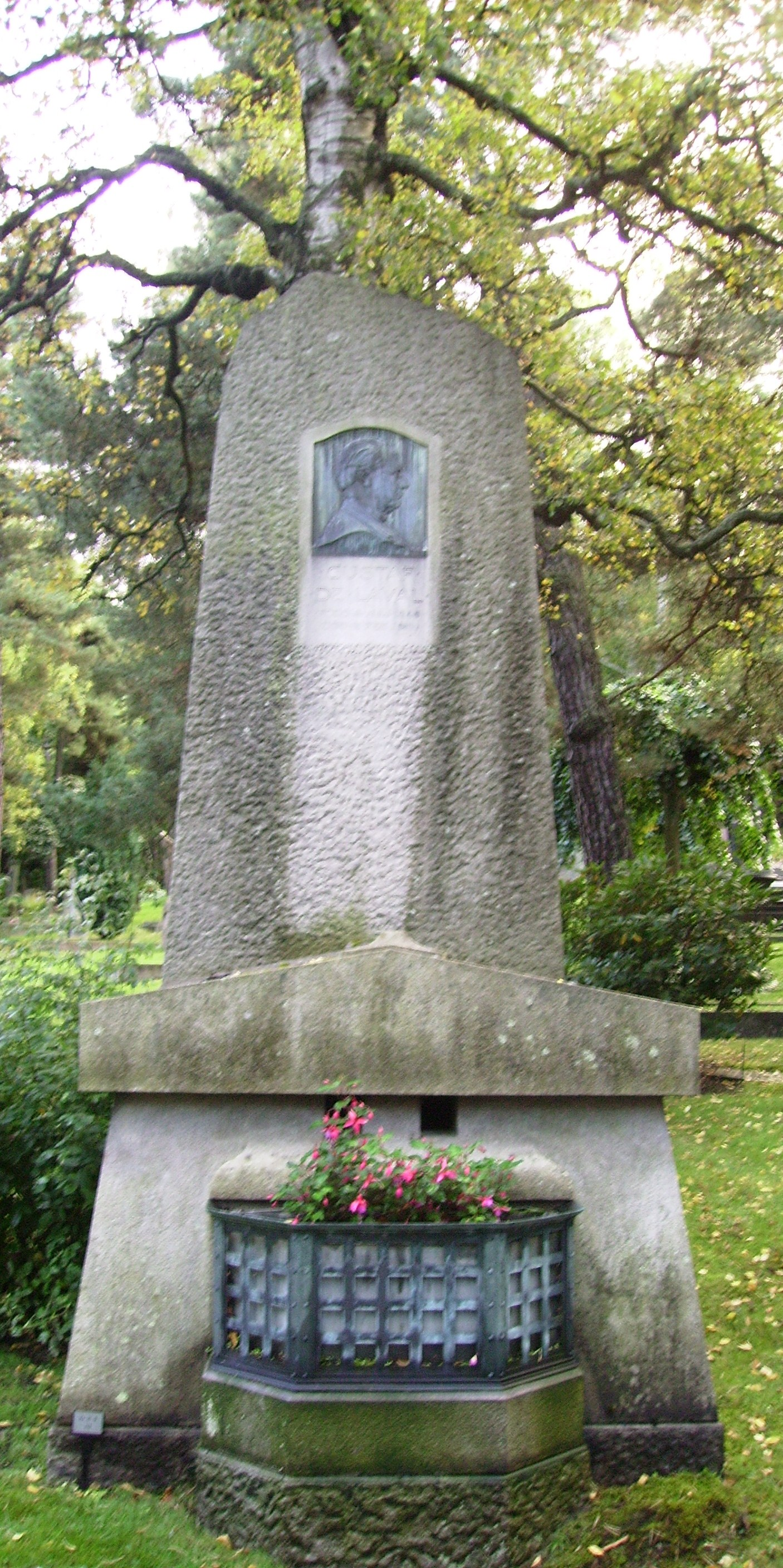
Grab für Gustav de Laval, 1915